# Gångkaret
Gångkaret är en sjö i Tanums kommun i Bohuslän och ingår i Enningdalsälvens huvudavrinningsområde. Sjön är 1 meter djup, har en yta på 0,02 kvadratkilometer och är belägen 139 meter över havet.